# Апенцел Инерроден
Апенцел Инерроден е един от полукантоните на Швейцария. Населението му е 15 688 жители (декември 2010 г.), а има площ от 172,52 кв. км. Административен център е град Апенцел. Официалният език е немският. По данни от 2007 г. 9,76% от жителите на кантона са хора с чуждо гражданство (1510 жители). От всички жители, католиците са 81%, а протестантите 10%.